# Pla de l'Estany

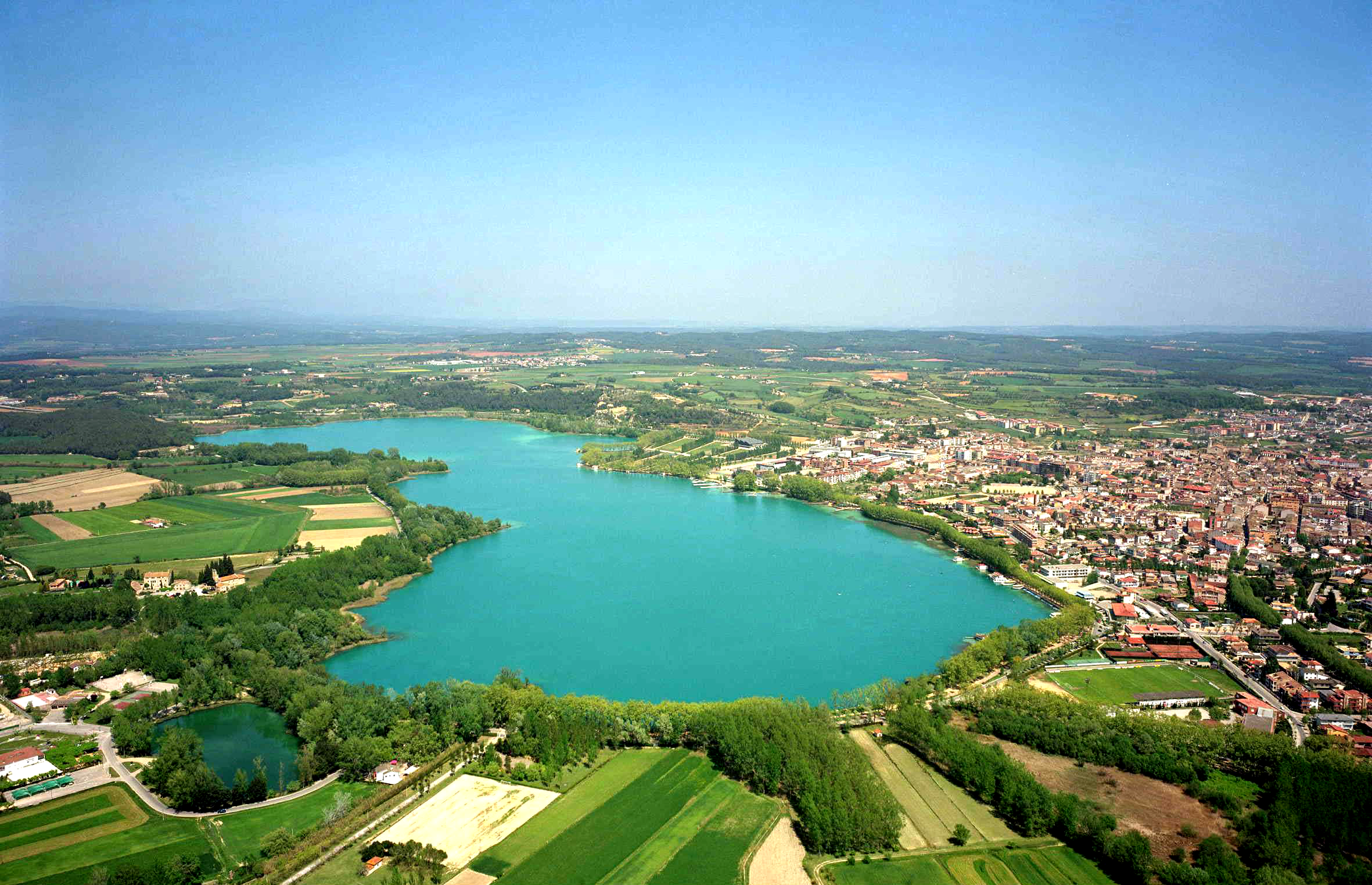
Flygfoto från Estany de banyoles i grevskapet Pla de l'Estany.

Pla de l’Estany är ett grevskap, comarca, i nordöstra Katalonien, i Spanien. Comarcan tillhörde fram till 1988 comarcan Gironès, men bröts ut till en ny comarca efter en folkomröstning. Den gränsar förutom till Gironès, även till comarquerna Garrotxa och Alt Empordà. Huvudstaden i Pla de l’Estany heter Banyoles, med 19 119 innevånare 2013.

## Kommuner
Pla de l’Estany är uppdelat i 11 kommuner, municipis.

- Banyoles
- Camós
- Cornellà del Terri
- Crespià
- Esponellà
- Fontcoberta
- Palol de Revardit
- Porqueres
- Sant Miquel de Campmajor
- Serinyà
- Vilademuls